# Mišić podizač lopatice
Mišić podizač lopatice (lat. musculus levator scapulae) je mišić koji se nalazi na stražnjoj strani vrata i leđa. Mišić inervira lat. nervus dorsalis scapularis i ogranci vratnog spleta. 

## Polazište i hvatište
Mišić polazi sa stražnjih tuberkula poprečnih nastavaka vratnih kralježaka (1. – 4.), ide koso prema dolje i hvata se za medijalni rub lopatice.